# 용기 (연호)
용기(龍紀, 889년)는 당나라(唐) 소종(昭宗) 이엽(李曄)의 첫번째 연호이다. 1년 동안 사용하였다.

## 개원
- 문덕(文德) 2년 1월 1일[1](889년 2월 4일)에 연호를 용기(龍紀)로 개원함.[2][3][4][5]

- 용기(龍紀) 2년 1월 1일[6](890년 1월 25일)에 연호를 대순(大順)으로 개원함.[2][3][4][5]

## 연대 대조표
| 용기       | 원년       |
| 서기(西紀) | 889년      |
| 간지(干支) | 기유(己酉) |

## 동시대 연호

### 중국
남조(南詔)
- 차야(嵯耶) (889년 ~ 897년)

### 일본
- 닌나(仁和) (885년 ~ 889년)
- 간표(寬平) (889년 ~ 898년)

## 같이 보기
- 중국의 연호 목록